# Rustning
En rustning er en dragt, der har til formål at beskytte bæreren mod skade frembragt af våben, oftest i militært øjemed. Rustninger blev hovedsageligt anvendt af soldater i middelalderen på hele kloden. Til at begynde med var rustningerne lavet af læder, som imidlertid ikke yder ret megen beskyttelse. I bronzealderen udnyttede man bronze til at danne en ny og mere solid rustning. Bronzen var imidlertid for svag overfor sværd og pile, og i jernalderen begyndte man at lave rustninger af jern. Rustninger er gennem tiden også blevet benyttet til beskyttelse af dyr, eksempelvis heste og elefanter.

## Historie iDanmarkogNordeuropa
Rustningen er en meget gammel opfindelse. I Danmark kan den dateres tilbage til stenalderen, hvor man undertiden benyttede vamse af læder og skind, når man var på jagt for at beskytte sig mod dyr som uroksen og vildsvinet, som kunne blive aggressive og gå til angreb. Efter stenalderen kom bronzealderen, som har taget sit navn efter det materiale, som det på denne tid var populært at lave redskaber af. Ikke blot rustninger, men også pilespidser og smykker blev støbt af bronze. Bronzerustninger var langt mere solide, og deres effektivitet gjorde, at de blev brugt i kamp mellem de forskellige stammer. Hen mod slutningen af Bbonzealderen opdagede man et nyt metal, jern, som viste sig at være langt mere solidt. I en periode blev begge metaller anvendt. På grund af jerns soliditet ebbede fremstillingen af bronzegenstande efterhånden ud, og en ny tidsalder begyndte: jernalderen. Den mest anvendte form for jernrustning var brynjer. De bestod af en masse små ringe sat sammen til et tungt 'tæppe'. Ringene var effektive mod spyd og pile. Ringbrynjerne var dog relativt dyre at lave, og op gennem Vikingetiden var det de fornemme folk, som bar brynjer, mens menige soldater måtte lade sig nøje med lædervamse.
Senere begyndte man også at fremstille en ny form for brynje, som bestod af en masse jernlameller, som var sat sammen efter samme princip som ringbrynjer. Idéen var taget fra det sydlige Europa og Lilleasien. Denne opfindelse nåede dog ikke at få stor udbredelse i Danmark, idet den hurtigt blev erstattet med pladerustninger. Lidt efter lidt begyndte man at placere hele plader af metal uden på brynjen på de mest udsatte steder. Runde plader, de såkaldte rondeller, blev i slutningen af det 13. århundrede placeret på knæene og ved skuldrene. I løbet af det 14. århundrede begyndte man at fremstille hele rustninger af jern, som ydede optimal beskyttelse mod sværd. Denne form for rustning er den mest kendte. Den forbindes ofte med riddere. Udviklingen af disse pladerustninger fortsatte i lang tid, mens krudtet kom til Europa, så stærkere våben som pistoler og kanoner blev anvendt i krig og gjorde pladerustningen mere og mere ubrugelig.  Armbrøsten blev også rustningen en hård modstander.
Efterhånden som skydevåben blev bedre, lagde man rustningen fra sig. Det skete i starten af det 17. århundrede.

## Historie i udlandet

### Spanien
I Spanien er de mest kendte rustninger de, som blev båret af conquistadores i det 16. århundrede, som erobrede og kolonisere Amerika. De bar pladerustninger, som dækkede stort set hele den øvre del af kroppen, dog ikke armene, med undtagelse af skuldrene. På benene bar man sædvanligvis ingen udrustning. Conquistadorene kendes på deres karakteristiske hjelme, som var høje og gik op i en spids ved panden.

### GrækenlandogRomerriget
Grækerne og romerne var nogle af de første til at fremstille effektive rustninger. Den ældste rustning fra Grækenland er fra den mykenske kultur. Den blev fundet i Grækenland i 2006 og er dateret til år 1400 f.kr., hvilket vil sige 200 år før Den Trojanske Krig. Grækerne og romerne lavede rustninger efter stort set samme princip. Selvom brynjer af lameller forekom, brugte man hovedsageligt pladerustninger, som var spændt fast med ramme både foran og bagtil. Armene var ubeskyttede, mens man på skinnebenet bar beskyttere, som ligeledes var en plade bundet fast om benet. Romerne havde også beskyttelse på skuldrene. Både de græske hoplitter og de romerske legionærer havde en lårkort uldkjortel og ingen beskyttelse på lårene, hvilket betød smidighed. Grækerne havde det system, at soldaterne selv betalte for våben, skjold og udrustning. Var man for fattig til dette, kunne man tjene som psilo og drage i krig med en stenslynge som våben og et dyreskind som eneste beskyttelse.

### Mellemøsten
Varmen næsten umuliggjorde brug af store pladerustninger. Den ville hurtigt dehydrere bærerne i Mellemøsten. Hjelme blev benyttet som beskyttelse af hovedet, mens man på kroppen havde en kjortel. Udenpå bar man en brynje lavet af lameller af læder fra bl.a. næsehorn. Skinnebensbeskyttere blev brugt af de mere fornemme soldater. I Mellemøsten anvendte man ofte stridsvogne, hvorfra dygtige bueskytter affyrede pile mod fjenden. Hestene var heller ikke iklædt store rustninger af hensyn til varmen, men bar en form for hjelm og farverigt lærred over kroppen.

### Østasien
En af de mest berømte former for rustning var den, man brugte i Østasien. I Kina fremstillede man tidligt en dragt bestående af en masse små stykker læder eller lakerede jernstrimler sat sammen til plader. Denne form for rustning gjorde bæreren meget smidig. Kinesiske soldater bar sædvanligvis ikke hjelme, men bandt håret sammen i en knold. Deres effektive rustning fandt vej til Japan, hvor man i det, som i Danmark var vikingetid og middelalder, oprettede en hær bestående af de berømte samuraier. Samuraierne var Japans svar på de europæiske riddere. De havde jordbesiddelser, som blev dyrket og passet af bønder, mod at ejeren beskyttede dem mod fjender. Samuraierne bar også hjelme, som oftest var usædvanligt dekoreret med lange plader af metal, som stak ud fra hjelmens pande og op i vejret (se billedet).
Mongolerne var på samme tid en meget magtfuld nation. Soldaterne bar rustninger efter omtrent samme princip. Man bar dog ofte lærreder over rustningerne. Mongolerne bar også hjelme. De foretrak at kæmpe til hest. De styrede deres heste med fødderne, så de havde hænderne fri til at skyde med bue og pil. Hestene bar dog ingen beskyttelse. En anden nation i Østasien var Khmerriget, som strakte sig over det, som i dag kendes som Cambodja, Thailand og Vietnam. Disse soldater bar ligesom soldater i Mellemøsten ingen rustning på grund af den gennemtrængende hede. De bar hjelme og underarmsbeskyttere, mens de ofte beskød fjenden med pile og spyd fra elefantryg. Disse krigselefanter bar en stor del af æren for Khmerernes succes, men bar sædvanligvis heller ingen form for rustning.

## Typer
Som før nævnt deles rustninger op i forskellige grupper:
1. Ringpanser
2. Skælpanser
3. Pladepanser

Ringpanseret eller ringbrynjen består af en masse små jernringe sat sammen til et 'tæppe'. Ringpanser er effektivt mod spyd og pile, idet spidserne har svært ved at trænge igennem. Skælpanseret består af en masse plader af læder eller jern, som er bundet sammen, ofte med lædersnor. Ligesom ringpanseret er skælpanseret effektivt mod spyd- og pilespidser. Pladepanseret er den mest kendte og anvendte form for panser. Den giver en effektiv beskyttelse mod sværd, mens pile og spyd har forholdsvis let ved at trænge igennem. Pladepanseret var meget dyrt. Det siges, at en hel pladerustning kostede, hvad der svarer til en moderne bil, set i forhold til datidens velstand. Disse rustninger var også meget tunge. De vejede omkring 27 kilo. Det er derfor svært at bevæge sig i en rustning, hvis ikke man er vant til det. De fleste riddere måtte også hjælpes op på deres heste ved hjælp af et hejseværk. Pladerustning vejede mindre end ringpanser, men var mindre fleksibel. Der har været folk, der både har brugt pladepanser og ringpanser samtidigt, men det krævede en stor tegnebog.
- Eksempel på ringpanser.
- Eksempel på skælpanser.
- Eksempel på pladepanser.

## Panser til dyr
Heste var en meget vigtig del af krig i Europa i middelalderen. De gjorde, at man knapt så let blev udmattet og at man hurtigere kunne komme fra det ene sted til det andet. Idet rustningerne var tunge, var det stort set umuligt at komme op at stå, når først man var faldet af hesten, eller når hesten var blevet dræbt. Derfor begyndte man i middelalderen også at iklæde hestene panser. Ligesom hos soldaterne var det hovedsageligt pladepanser. Hesten blev iklædt en stor 'kappe', som beskyttede kroppen, samt en hjelm som dækkede stort set hele hovedet. Ved halsen bar hestene ofte ringpanser, som beskyttede mod spyd.
I Asien brugte man undertiden også panser til krigselefanter. Panseret bestod oftest kun af en hjelm. Kroppen kunne dækkes af beskyttende plader, men det var ikke særligt anvendt på grund af varmen.

## Moderne rustninger
En form for rustninger bruges også i moderne tid, hovedsageligt af militæret og politiet. Skudsikre veste er vore dages form for rustning.
De består typisk af kevlar eller aramid. Hæren benytter sig også af beskyttende hjelme af metal, keramik eller kevlar. 
Politiet bruger forskellige former for beskyttelse. Ved uroligheder bærer betjentene hjelme med et visir af glasfiber, brynjer og nogle steder også skjolde.